# Teoria della Moneta Moderna
Teoria Moderna della Moneta, Teoria Monetaria Moderna (nota anche con l'acronimo inglese MMT Modern Monetary Theory), o neo-cartalismo, è il nome di una teoria economica che intende descrivere nel dettaglio le procedure e le conseguenze dell'utilizzo della moneta a corso legale emessa dallo stato. Fra i sostenitori della teoria economica ci sono alcuni economisti post-keynesiani.
La teoria prende le mosse dal cartalismo che fu presentato per la prima volta dall'economista tedesco Georg Friedrich Knapp nel 1895, con l'importante contributo di Alfred Mitchell-Innes. Il cartalismo influenzò negli anni trenta anche il Trattato sulla moneta dello stesso John Maynard Keynes, che cita Knapp e il cartalismo nella pagina di apertura.
Per alcuni autori la MMT non fa altro che descrivere il sistema monetario in vigore sin dall'abolizione del sistema aureo, avvenuta nel 1971 con lo Smithsonian Agreement.

## Storia
La MMT affonda le sue radici nel cartalismo, del quale è considerata il corpo moderno. Il cartalismo viene elaborato alla fine del XIX secolo dall'economista tedesco Georg Friedrich Knapp, poi ripreso da John Maynard Keynes nel suo Trattato sulla moneta.
Il cartalismo nasce come teoria complementare al circuitismo in quanto in origine essa è pensata per spiegare le cosiddette "interazioni verticali", ovverosia da settore pubblico a privato e viceversa, mentre la teoria del circuitismo nasce invece per illustrare le cosiddette "interazioni orizzontali", ovverosia da privato a privato. Nell'ambito di queste ultime è compreso il concetto, derivante dalla scuola orizzontalista, di moneta-credito ossia di moneta sotto forma di credito.
Nello specifico il termine di teoria monetaria moderna viene successivamente coniato dall'economista australiano Bill Mitchell in riferimento a una frase contenuta nel trattato di Keynes. Per queste sue origini, la teoria monetaria moderna è anche definita con il nome di "neo-cartalismo".

## Descrizione e concetti

### Il ruolo della tassazione
Per l'MMT in un sistema di moneta legale, tutto il denaro è creato dal governo che quindi non ne rimarrà mai senza poiché lo emette e mette in circolazione. Le tasse non avrebbero quindi la funzione di finanziare la spesa pubblica ma non sarebbero inutili poiché consentirebbero al sistema di funzionare costringendo le persone a usare il denaro messo in circolazione, inoltre le tasse sono necessarie per impedire il "surriscaldamento" dell'economia, ad esempio consentendo di frenare l'inflazione, per ridurre le disuguaglianze e per disincentivare pratiche scorrette e/o dannose (ad esempio, le imposte sulle sigarette).
Per tale teoria non ci sarebbe motivo per cui un bilancio governativo debba mantenersi in equilibrio tra spesa e incassi; idealmente, secondo i sostenitori dell'MMT, le tasse andrebbero aumentate in fase di espansione e ridotte in fase di recessione. In tale sistema la tassazione non svolge pertanto il ruolo di finanziare la spesa pubblica, bensì di rendere effettivo il controllo dello stato sulla moneta, sulla quantità di massa monetaria circolante e sulla velocità di circolazione della moneta.
Secondo la teoria monetaria moderna, il denaro entra in circolazione attraverso la spesa pubblica. In altre parole, la moneta è prima creata e spesa dallo stato, e solo successivamente avviene l'esazione delle imposte. La tassazione viene impiegata per rendere effettiva l'adozione della moneta a corso legale, conferendole valore mediante la creazione di domanda sotto forma dell'obbligo dell'imposizione fiscale che può essere soddisfatto solo con la valuta nazionale. L'obbligo di pagamento delle imposte con la valuta nazionale, unito alla fiducia e all'accettazione della moneta da parte anzitutto dei cittadini, contribuisce in modo determinante alla conservazione del valore della divisa nel corso del tempo ovverosia al controllo sull'inflazione.

### Gli effetti della natura della moneta sull'economia pubblica e privata
L'affermazione che la moneta è dunque "creatura dello stato" comporta sia che non esiste alcuna ragione affinché la spesa pubblica debba essere coperta da un corrispettivo prelievo fiscale sia che lo stato può spendere senza prima avere incamerato gettito fiscale e che perciò può impiegare tutte le risorse necessarie a incrementare l'attività economica e l'occupazione. Ne consegue che secondo gli economisti della teoria monetaria moderna, tra cui James Kenneth Galbraith, l'emissione di moneta veicolata all'aumento della produzione consente allo stato di fare deficit di bilancio, quasi senza limiti, senza un apprezzabile pericolo di inflazione, sin quando non si arriva al pieno impiego. Essi argomentano inoltre che, durante le fasi di contrazione economica, la sottrazione di massa monetaria circolante, causata da politiche finalizzate all'ottenimento del surplus nel bilancio statale, comporta un impoverimento del sistema produttivo, dei cittadini e delle imprese, che si vedono sottrarre moneta che altrimenti verrebbe usata per alimentare l'economia. Il surplus nel bilancio pubblico rende lo stato un risparmiatore netto e parallelamente rende il settore privato un debitore netto. L'effetto delle politiche statali atte al perseguimento del surplus di bilancio è quindi di forzare il settore privato a indebitarsi riducendo di conseguenza la ricchezza dei cittadini. Viceversa, il deficit nel bilancio statale contribuisce ad alimentare e a garantire la ricchezza del settore privato, e il debito pubblico risultante da questo deficit è pertanto l'espressione del miglioramento delle condizioni economiche dei cittadini. Il deficit e il debito pubblici sono dunque strumenti, a disposizione dello stato, finalizzati al raggiungimento della massima capacità occupazionale e produttiva di una nazione.

### Il risparmio privato e il settore del credito
La teoria monetaria moderna descrive il risparmio privato come funzionale all'incremento del reddito nazionale. All'aumento del reddito nazionale corrisponde l'incremento del risparmio privato. La spesa statale in deficit ha pertanto il fine di stimolare l'attività economica incrementando così sia il prodotto interno lordo sia il reddito nazionale e perciò anche il risparmio privato. L'attività del settore creditizio nell'ambito della concessione dei prestiti varia in funzione della richiesta di credito da parte dei privati. In situazione di deficit pubblico, lo stato dotato di sovranità monetaria immette moneta nel sistema economico onde finanziare l'acquisto di beni e servizi dai privati e dalle aziende private le quali di conseguenza pagano i loro dipendenti con questo denaro creando perciò un effetto a catena che condiziona la massa monetaria circolante e la velocità di circolazione della moneta. Questo processo tende a ridurre la richiesta di prestiti nei confronti del settore del credito. Si abbassano così anche i tassi di interesse richiesti dal settore del credito per la concessione di prestiti ai privati.

### La discrezionalità sul mantenimento del mercato dei titoli pubblici
La capacità di emettere moneta onde finanziare il settore pubblico comporta che non vi sia la necessità, da parte del governo, di chiedere denaro in prestito ai sottoscrittori privati di titoli di stato. Di conseguenza, non è affatto necessario che lo stato sia soggetto ad accettare i tassi di interesse imposti dal mercato sulle obbligazioni di debito pubblico. Secondo la teoria monetaria moderna è pertanto una misura facoltativa, e non obbligatoria, il mantenimento del mercato dei titoli pubblici in una nazione dotata di sovranità monetaria.

### Le transazioni verticali
La teoria monetaria moderna definisce ogni transazione tra il settore pubblico e il settore non pubblico con il termine di "transazione verticale". All'interno del settore pubblico sono inclusi sia il tesoro sia la banca centrale, mentre il settore non pubblico comprende tutti i soggetti privati tra cui il sistema delle banche commerciali, le aziende, i cittadini. Il settore estero comprende compratori e venditori stranieri.
In qualsiasi periodo di tempo dato, il budget statale può essere o in deficit o in surplus. Un deficit si ottiene quando lo stato spende più di quanto tassa; un surplus si ottiene quando lo stato tassa più di quanto spende. Pertanto, secondo la teoria monetaria moderna, ne consegue che il deficit del bilancio pubblico aggiunge un corrispondente attivo finanziario al settore privato in quanto la presenza di un deficit nel bilancio pubblico segnala che lo stato ha depositato più denaro all'interno dei conti correnti bancari dei privati rispetto a quello che ha sottratto in tasse. Un surplus invece significa l'opposto: in totale, lo stato ha prelevato attraverso le tasse più denaro dai conti correnti bancari dei privati rispetto a quanto ne abbia speso. Dunque, per definizione, i deficit di bilancio sono equivalenti ad aggiungere beni finanziari al netto nel settore privato, mentre i surplus di bilancio rimuovono beni finanziari dal settore privato. Questo è rappresentato dalla formula:
{\displaystyle (G-T)=(S-I)-NX}
dove G rappresenta la spesa pubblica, T sono le tasse, S sono i risparmi, I gli investimenti e NX è l'esportazione netta.
Di conseguenza, la conclusione tracciata dalla teoria monetaria moderna sulla base di questo assunto è che il risparmio netto dei privati è possibile solo se lo stato realizza deficit di bilancio; in caso contrario, il settore privato è obbligato a fare un "risparmio negativo" (dissaving), cioè a ridurre i propri risparmi, quando lo stato adotta un surplus di bilancio.
La teoria monetaria moderna quindi non sostiene il concetto, supportato invece da alcuni keynesiani, che i surplus di bilancio siano sempre necessari in periodi di alta domanda. In accordo con il sistema delineato sopra, i surplus di bilancio rimuovono i risparmi al netto e, durante un periodo di elevata domanda effettiva, ciò può provocare una dipendenza dal settore del credito, da parte dei privati, al fine di finanziare le proprie abitudini di consumo. Più precisamente, la teoria monetaria moderna suggerisce che una situazione di persistente deficit di bilancio è necessaria onde conseguire una crescita economica costante nel tempo evitando contemporaneamente il pericolo deflattivo. La teoria monetaria moderna afferma altresì che solamente nel caso in cui l'economia disponesse di una eccessiva domanda aggregata e si trovasse in una situazione di effettivo rischio inflazionistico (in caso, cioè, di boom economico) sarebbe dunque indispensabile ridurre il deficit pubblico perseguendo una politica di surplus.

### Il debito e la moneta tra settori pubblico e bancario
La teoria monetaria moderna ritiene che l'analisi e la comprensione dell'uso delle riserve contabili sia cruciale per capire le interazioni tra settore pubblico e privato. Per questo la teoria monetaria moderna presta particolare attenzione alla realtà operativa delle interazioni tra il governo, la banca centrale e il settore bancario commerciale.
In una nazione dotata di sovranità monetaria, di solito il ministero del tesoro detiene un conto corrente presso la banca centrale. Tramite questo conto corrente il tesoro spende, riceve tasse e altri afflussi. Inoltre tutte le banche commerciali hanno similarmente un conto corrente all'interno della banca centrale. Questo permette al settore bancario commerciale di gestire le proprie riserve, che sono la quantità di denaro disponibile a breve termine detenuta da ciascuna banca commerciale.
Sicché, quando lo stato spende, la banca centrale addebita il corrispettivo sul conto corrente del tesoro. A sua volta, il tesoro deposita questo denaro all'interno dei conti correnti dei privati e perciò all'interno del sistema bancario commerciale. Questo afflusso va quindi ad incrementare le riserve totali del settore bancario poiché l'emissione di questo debito pubblico corrisponde a una equivalente immissione di moneta nel sistema economico privato. La tassazione, invece, lavora esattamente al contrario: si drenano risorse e perciò i conti correnti dei privati vengono gravati di un debito verso la pubblica amministrazione, facendo di conseguenza scendere le riserve del sistema bancario commerciale.

### Il controllo sul tasso di interesse e i suoi effetti sul sistema bancario commerciale
Virtualmente tutte le banche centrali impostano un target per il tasso di interesse. Per conseguire tale obiettivo una banca centrale non ha alcun'altra scelta, secondo la teoria monetaria moderna, se non di intervenire attivamente all'interno delle operazioni bancarie commerciali.
Nella maggior parte delle nazioni le riserve delle banche commerciali depositate presso la banca centrale devono avere un bilancio positivo alla fine di ogni giorno; in altre nazioni la quota soggetta a tali requisiti è denominata in proporzione ai passivi detenuti da una banca (ad esempio i depositi dei clienti). Reserve requirement (obbligo di riserva) è il nome usato per definire questi requisiti. Alla fine di ogni giorno, una banca commerciale deve esaminare la situazione finanziaria delle riserve presenti nei propri conti correnti. Quelle banche che sono in deficit hanno l'opzione di chiedere in prestito, alla banca centrale, i fondi richiesti al mantenimento del reserve requirement, alla quale pagano un tasso di interesse attivo (talvolta chiamato anche tasso di sconto) sulla cifra prestata. D'altro canto, le banche che hanno riserve eccedenti possono semplicemente lasciare tali eccedenze all'interno della banca centrale e guadagnare un tasso di sostegno (support rate) da questo deposito. Qualche nazione, come il Giappone, ha un tasso di sostegno pari a zero.
Quando una banca ha più riserve di quelle necessarie a sostenere il reserve requirement, essa cerca di vendere queste sue riserve extra a banche che sono in deficit. Questo atto di compravendita è conosciuto come prestito sul mercato interbancario. La banca in surplus cerca di guadagnare un tasso più alto rispetto al tasso di sostegno che la banca centrale paga sulle riserve; d'altra parte le banche in deficit vogliono pagare un tasso più basso rispetto al tasso di sconto che le banche centrali richiedono per il prestito e che è notoriamente alto. Così si presteranno riserve tra di loro finché ogni banca avrà raggiunto il reserve requirement. In un sistema bilanciato, dove cioè vi sono abbastanza riserve totali disponibili per tutte le banche onde fare fronte alle richieste di prestito dei privati, il target a breve termine per il tasso di interesse è a metà tra il tasso di sostegno e il tasso di sconto.
D'altra parte la teoria monetaria moderna sottolinea che la spesa governativa ha un effetto su questo procedimento. Se, in un certo giorno, lo stato spende più di quanto tassa, gli attivi finanziari al netto sono di conseguenza inseriti all'interno del sistema bancario. Questo porta a un surplus delle riserve all'interno di tutto il sistema.
In questo caso, il tentativo di vendere le riserve eccedenti forza il tasso di interesse a breve termine verso il basso in direzione del tasso di sostegno (o a zero, nel caso in cui il tasso di sostegno non sia previsto). Ciò comporta che quando c'è un surplus nel sistema, e tutte le banche possono sostenere il proprio obbligo di riserva, non ci sarà domanda per queste riserve in surplus. Il tasso di interesse che le banche applicano sulle riserve cadrebbe quindi verso il tasso di sostegno: a questo punto le banche in surplus manterrebbero le riserve all'interno della banca centrale e ne guadagnerebbero il tasso di sostegno. La teoria monetaria moderna ritiene pertanto che la teoria tradizionale dello spiazzamento, secondo la quale la spesa governativa è considerata causa del rialzo dei tassi di interesse, è necessariamente sbagliata. La spesa governativa, secondo la teoria monetaria moderna , porta il tasso di interesse a breve termine ad abbassarsi. La teoria monetaria moderna sottolinea tuttavia che obbligazioni a lungo termine come i titoli pubblici a lunga scadenza possono influenzare la struttura temporale, cioè il termine, dei tassi di interesse. In situazioni di incertezza economica, ad esempio, il debito a lungo termine può non essere desiderato dal mercato, e ciò può comportare che per questo particolare tipo di debito vengano richiesti alti interessi influenzando di conseguenza la curva dei rendimenti. Per ovviare a questo fenomeno, gli economisti della teoria monetaria moderna argomentano dunque che è preferibile che lo stato eviti totalmente di emettere titoli pubblici a lungo termine e pertanto che lo stato possa anche limitarsi unicamente alla emissione di obbligazioni a breve termine. Oppure, in alternativa, al fine di eliminare ogni possibile rischio connesso all'utilizzo di tali strumenti finanziari, lo stato può altresì decidere di smettere del tutto di effettuare qualsiasi nuova emissione di titoli e obbligazioni.
Il caso opposto si verifica quando lo stato riceve più tasse in un particolare giorno rispetto a quanto spende. In questa circostanza l'eventualità che un deficit di riserve si manifesti in tutto il sistema diviene concreta. Come risultato, i fondi in surplus saranno richiesti sul mercato interbancario e di conseguenza il tasso di interesse a breve termine salirà verso il tasso di sconto. Quindi, se la banca centrale vuole mantenere un tasso di interesse a metà tra il tasso di sostegno e il tasso di sconto, essa deve intervenire regolando la liquidità complessiva presente nel sistema onde assicurarsi che la giusta quantità di riserve nel sistema bancario sia sempre mantenuta.
La banca centrale può fare questo tramite una transazione verticale, ad esempio comprando e vendendo titoli pubblici all'interno del mercato aperto. Il giorno in cui le riserve presenti nel sistema bancario sono in eccesso, la banca centrale può dunque intervenire emettendo moneta anche sotto forma di titoli pubblici, e quindi anche vendendo titoli di stato, rimuovendo di conseguenza riserve dal sistema bancario allorquando i singoli privati muovono i loro fondi per pagare l'acquisto di tali titoli. Il giorno in cui, viceversa, le riserve presenti nel sistema bancario sono insufficienti, la banca centrale può acquistare titoli pubblici detenuti dai singoli privati aggiungendo di conseguenza riserve al sistema bancario. È importante notare che la banca centrale può acquistare titoli semplicemente creando moneta senza ricevere in alcun modo finanziamenti. Si tratta di una iniezione di riserve direttamente all'interno del sistema bancario. Come risultato, la teoria monetaria moderna implica che la banca centrale di una nazione sia incapace di influenzare le decisioni inerenti alla spesa pubblica. Se una banca centrale vuole conseguire il proprio target nei confronti del tasso di interesse, essa può quindi comprare e vendere titoli di stato all'interno del mercato aperto per mantenere la giusta quantità di riserve nel sistema.

### Le transazioni orizzontali
La teoria monetaria moderna definisce ogni transazione endogena al settore privato, incluso il sistema bancario commerciale, con il termine di "transazione orizzontale" descrivendo così il ruolo del prestito anche all'interno del sistema bancario.
Per la teoria monetaria moderna, i prestiti bancari creano sempre un debito e un deposito di uguali dimensioni. Di conseguenza, la quantità al netto dei beni finanziari (depositi e passività) non può essere modificata attraverso operazioni bancarie. Ovviamente i depositi creati attraverso l'attività bancaria del prestito aumentano la disponibilità di moneta. Successivamente questi depositi possono defluire da una banca all'altra e ciò deve essere bilanciato alla fine della giornata per soddisfare l'obbligo di riserva. Tuttavia è bene ribadire che le banche commerciali non possono creare beni finanziari senza creare una corrispondente passività in quanto solo il settore pubblico - nello specifico, la banca centrale - è capace di fare questo. (Vedasi, in proposito, le transazioni verticali)
Come conseguenza, la teoria monetaria moderna rifiuta la nozione tradizionale del moltiplicatore monetario secondo la quale la capacità creditizia bancaria è completamente vincolata sia ai depositi bancari sia ai requisiti di capitale. La teoria monetaria moderna non afferma che la disponibilità di asset monetari della singola banca sia completamente irrilevante e non influenzi le sue decisioni in merito alla concessione del credito; ovviamente ciascuna banca pondera i possibili effetti, in termini di rapporto costi - benefici, nel prestare denaro al di là delle proprie riserve creditizie anche in relazione all'onere da corrispondere per prendere a prestito tali fondi dal mercato interbancario o dalla banca centrale al fine di rispettare i necessari requisiti di capitale. In questo ambito il netto contrasto tra le teorie economiche mainstream e la teoria monetaria moderna si evidenzia nel fatto che essa afferma che la capacità creditizia di una banca è potenzialmente infinita. Le decisioni riguardanti la concessione di credito da parte delle banche commerciali si basano quindi esclusivamente sulle previsioni inerenti alla capacità pagatoria del richiedente e alla redditività - i requisiti di capitale sono solo uno dei fattori condizionanti la redditività generabile dall'operazione.

### Importazioni ed esportazioni
La teoria monetaria moderna considera le importazioni e l'esportazioni all'interno dell'ambito delle transazioni orizzontali, sostenendo che una esportazione rappresenta la volontà della nazione esportatrice di acquistare valuta della nazione importatrice. Il seguente esempio ipotetico è coerente con ciò che accade nel mercato valutario FX e può essere utilizzato, per illustrare le basi della teoria, sull'import-export:
"Un importatore australiano (A) deve pagare per alcuni beni giapponesi. L'importatore andrà in banca e chiederà di trasferire 1000 yen sul conto corrente giapponese della azienda giapponese (B) dell'importatore rivolgendosi al mercato valutario FX. Troverà un individuo (C) che vuole scambiare 1000 yen per 100 dollari australiani. Così trasferisce i 100 dollari australiani a C. Poi prende i 1000 yen e li trasferisce sul conto corrente bancario dell'azienda giapponese esportatrice."
In questa maniera, la transazione è completa. Chi ha reso la transazione possibile (ossia con un prezzo accettabile per l'importatore) è stato C in qualità di mediatore per lo scambio valutario. Quindi la teoria monetaria moderna deduce che l'importazione sia stata resa possibile dalla richiesta di valuta straniera ossia dal desiderio del possesso di tale valuta, e ne conclude che le importazioni sono un beneficio economico per la nazione importatrice poiché le vengono consegnati beni reali consumabili che in altra maniera non sarebbe stato possibile ottenere.
Le esportazioni sono, d'altro canto, un costo economico per la nazione esportatrice in quanto essa cede beni reali che, viceversa, avrebbe potuto consumare. La teoria monetaria moderna non trascura, comunque, il fatto che la nazione importatrice ha dato parte della sua moneta in mano straniera, e il possesso di questa moneta rappresenta un futuro diritto sui beni della nazione importatrice. Questo diritto futuro è, in pratica, una opzione d'acquisto sui beni della nazione importatrice che pertanto può in avvenire ritrovarsi a cedere beni propri. Cessioni, queste, che come sottolineato più sopra sono un costo. Inoltre la teoria monetaria moderna non sottovaluta che importazioni di merci a basso prezzo possano causare il fallimento di aziende locali che realizzano beni simili ma a costi più alti generando di conseguenza disoccupazione.
Una buona parte degli economisti della teoria monetaria moderna etichettano questa considerazione come facente parte di un discorso soggettivo basato sul valore e non sull'economia: sta alla nazione, in altri termini, decidere di considerare i benefici di un import a basso costo per merci di uno specifico settore piuttosto che la conseguente perdita d'impiego nazionale in quel particolare settore. La teoria monetaria moderna non ignora, altresì, l'effetto di una sovrabbondanza di beni disponibili con una domanda estremamente poco elastica quali il petrolio ad esempio, ed è coerente con la teoria monetaria moderna che una nazione, in gran parte dipendente dalle importazioni, possa esperire uno shock causato dalla carenza di beni se il livello di interscambio commerciale diminuisce in maniera significativa. Uno dei compiti delle banche centrali può e deve quindi essere lo scambio monetario sul mercato valutario FX al fine di evitare ripercussioni eccessive sui tassi di cambio tra le divise.
Pertanto una importazione al netto crea il possesso straniero della propria moneta. Tuttavia è importante rilevare come in realtà la moneta non lasci mai effettivamente la nazione importatrice. Il possessore straniero della moneta locale può sia spenderla nell'acquisto di beni locali sia depositarla nel sistema bancario locale. In ambedue queste prospettive, il denaro finisce nel sistema bancario locale. Alla stessa maniera, e concordemente con quanto già illustrato precedentemente, anche nel caso in cui il possessore straniero della moneta locale acquisti titoli pubblici denominati in tale moneta e rilasciati dalla nazione emettente questa stessa moneta, il denaro versato alla maturazione del titolo pubblico non può che ritornare, in ultima analisi, nella nazione di emissione come se fosse ivi sempre rimasto. (Le banche possono tuttavia concorrere tra loro al fine di attrarre questo denaro emettendo strumenti finanziari, quali obbligazioni e titoli, rivolti al mercato estero. Questo fenomeno è definito con il termine di offshore funding.)
È da evidenziare come l'assunzione, da parte dello stato, di debito denominato in divise estere sia, secondo la teoria monetaria moderna, un effettivo rischio economico per la nazione così indebitata giacché essa non può creare valuta straniera. Di conseguenza, per riuscire a pagare questo debito entro la sua maturazione, è necessario assicurarsi che durante tale periodo la domanda estera della propria moneta sia sempre elevata e costante. Un collasso del tasso di cambio valutario potrebbe potenzialmente moltiplicare il debito più volte in maniera asintotica, rendendone impossibile l'estinzione.
La difficoltà nel pagamento di questo debito può portare la nazione al fallimento. Lo stato può anche tentare l'adozione di una strategia basata sull'export oppure di effettuare un aumento del tasso di interesse onde attrarre investitori stranieri verso la propria moneta. Ognuna di queste scelte comporta ripercussioni negative sull'economia.
La crisi del debito, iniziata nel 2009 nelle nazioni denominate "PIIGS", riflette questo rischio in quanto Portogallo, Irlanda, Italia, Spagna, Grecia hanno emesso debito in una moneta praticamente a loro straniera - l'euro - che sono impossibilitati a creare essi stessi.

### L'utilizzo prescrittivo
Sulla base degli aspetti descrittivi esposti, autori e fautori della teoria monetaria moderna indicano una serie di metodologie per gestire l'economia. Queste indicazioni spaziano lungo tutto il panorama politico, dalle garanzie sul lavoro appoggiate dalla sinistra ai tagli delle tasse tradizionalmente appoggiati dalla destra.
I cartalisti sostengono che il sistema della moneta a corso legale sia preferibile al sistema della moneta merce. Nel sistema della moneta a corso legale è possibile per il governo spendere a deficit stimolando il mercato in modo altrimenti impossibile in un sistema basato sulla moneta merce. Essi affermano inoltre che i sistemi a moneta unica, come ad esempio l'euro, creano squilibri commerciali determinanti instabilità economica che alla fine sfocia in un sistema monetario impraticabile.
Per i cartalisti la garanzia occupazionale è il metodo migliore di conseguire il pieno impiego e la stabilità dei prezzi. In altri termini lo stato si fa carico di assicurare, tramite l'offerta di posti di lavoro solitamente a salario minimo nel settore pubblico, una occupazione a tutti i cittadini di modo tale che questo sistema funga da misura tampone di stabilizzazione automatica per l'economia nel suo complesso. La garanzia occupazionale difatti agirebbe in modo elastico e anticiclico, pertanto alla sua diminuzione si ridurrebbe il deficit rallentando la corsa di una economia in piena accelerazione e alla sua espansione si aumenterebbe il deficit stimolando le economie depresse.
Alcuni tra i principali sostenitori della teoria monetaria moderna, come Warren Mosler, propongono ampie riduzioni fiscali o una completa sospensione delle tasse (tax holiday) in caso di alta disoccupazione e bassa crescita economica. Secondo la teoria monetaria moderna, ridurre la pressione fiscale può favorire la ripresa sia dell'economia che dei consumi aumentando così produzione e occupazione.

## Proponenti contemporanei
Il principale luogo da dove parte il rilancio moderno della teoria è l'Università del Missouri-Kansas City, ove insegnano Randall Wray, Stephanie Kelton (economista capo presso la commissione bilancio del Senato USA), William Black, Michael Hudson, e dove ha sede il Centro per la Piena Occupazione e la Stabilità dei Prezzi di Warren Mosler. La versione della teoria diffusa da quest'ultimo è nota come Mosler Economics-MMT (ME-MMT), in italiano traducibile come economia mosleriana.
James Kenneth Galbraith è uno dei più celebri sostenitori della teoria e nel 2010 scrive la prefazione del libro di Mosler intitolato Seven Deadly Innocent Frauds of Economic Policy (it. Le sette innocenti frodi capitali della politica economica).

## Critiche
La teoria ha ricevuto critiche da una vasta gamma di scuole di pensiero economico sia per il suo approccio teoretico che per le sue raccomandazioni in termini di policy.
L'economista Thomas Palley argomenta che la MMT è principalmente una ripetizione di teorie economiche keynesiane, ma con "un'analisi semplicistica" e che sottovaluta i rischi dell'implementazione di queste politiche. In un articolo successivo, Palley critica l'MMT per essere basata su delle supposizioni riguardo al problema del conflitto fiscal-monetario e smentisce l'affermazione della MMT che la classica analisi keynesiana non tiene conto dei limiti finanziari che un governo ha riguardo all'emissione di denaro. Palley mostra come queste intuizioni siano messe in evidenza nei modelli keynesiani di stock-flow consistent IS-LM, e come siano stati compresi chiaramente da economisti keynesiani decadi fa. Egli argomenta che le politiche proposte dalla MMT causerebbero gravi instabilità finanziare in un'economia aperta con tassi di cambio flessibili, mentre utilizzare tassi di cambio fissi porterebbe a limiti finanziari al governo quindi "pregiudicando l'argomentazione principale della MMT che la sovranità monetaria libererebbe i governi dalle regole base del mercato e dai limiti finanziari". Egli attacca la MMT affermando che manca di una teoria plausibile rispetto all'inflazione, particolarmente nel contesto di pieno impiego che utilizza il loro sistema proposto di "Datore di lavoro di ultima istanza", una mancanza di considerazione dell'instabilità finanziaria che potrebbe causare da tassi interessi zero permanenti ed una sopravvalutazione dell'importanza del denaro stampato dal governo. Infine, Palley conclude affermando che la MMT non offre nuove intuizioni rispetto alla teoria monetaria mentre fa delle affermazioni infondate riguardo a politiche macroeconomiche. Egli afferma che questa teoria ha ricevuto attenzione solo perché "è polemica per tempi di depressione". Marc Lavoie afferma che mentre l'argomentazione neocartalista è "essenzialmente corretta", molte delle sue affermazioni contro-intuitive sono dovute ad una "confusa" e "fittizia" natura delle operazioni delle banche centrali e del governo.
L'economista neo-keynesiano e premio Nobel Paul Krugman ritiene che la visione, propugnata dalla teoria monetaria moderna, secondo cui il deficit non sia importante fino a quando si ha una propria valuta è "semplicemente non corretta". Egli afferma che la MMT supporta eccessivamente deficit di bilancio del governo ed ignora le implicazioni in termini di inflazione di mantenere deficit di bilancio quando l'economia è in crescita.
Gli economisti che sostengono la teoria monetaria moderna hanno risposto sottolineando come le posizioni critiche tradiscano una incomprensione della teoria. Alcuni critici rappresentano spesso la teoria monetaria moderna come sostenitrice dell'idea che "i deficit non contano", ad esempio il giornalista Davide Maria De Luca che partendo da questa idea paragona la MMT alla teoria del complotto sul signoraggio. Gli autori cartalisti, però, hanno espressamente affermato che questo non è un principio contenuto nella teoria.
Il consulente finanziario della scuola austriaca Robert P. Murphy afferma che "l'immagine del mondo descritta dalla teoria monetaria moderna non è all'altezza delle aspettative" e che tale descrizione sembra essere "totalmente sbagliata". Egli osserva come l'affermazione della MMT che ridurre il debito pubblico eroda i risparmi dei privati è vera solo per la porzione di risparmi privati non investiti ed afferma che le identità di contabilità nazionale utilizzate per spiegare quest'aspetto della MMT possano essere ugualmente utilizzate per supportare l'argomentazione che il debito pubblico spiazzi l'investimento del settore privato. Daniel Kuehn, ricercatore associato del Centro Lavoro, Servizi Umani e Popolazione presso l'Urban Institute di Washington, manifesta piena sintonia con l'opinione di Murphy, affermando che "l'economia non è la contabilità" e che "confondere pareggio di bilancio e leggi comportamentali è cattiva economia".
In specie la critica di Murphy è illustrata con un esempio ipotetico nel quale Robinson Crusoe vive in un mondo senza sistema monetario, dimostrando come sia possibile per Crusoe risparmiare tramite entrate precedenti e accertando così che, nonostante ciò che gli economisti della teoria monetaria moderna sostengono, il deficit pubblico non è necessario al risparmio. Gli economisti cartalisti hanno però sottolineato che i principi cardine della teoria monetaria moderna hanno come scopo fondamentale quello di descrivere l'economia di uno stato dotato di sovranità monetaria.
Murphy inoltre contesta la teoria monetaria moderna in quanto egli ritiene che i titoli pubblici non siano patrimonio netto per il settore privato nel suo complesso dal momento che il titolo potrà essere riscattato solo alla sua maturità cioè solo dopo che il governo "avrà raccolto i fondi necessari provenienti dallo stesso gruppo di contribuenti in futuro".
In risposta a questa osservazione i proponenti della teoria monetaria moderna evidenziano come il pagamento degli interessi sui titoli pubblici non debba necessariamente derivare dalle tasse, poiché gli acquisti di questi titoli possono avvenire attraverso la creazione di moneta piuttosto che per mezzo della tassazione.
Brad DeLong, ex membro della presidenza Clinton e professore di economia alla Berkeley, ha suggerito che la teoria monetaria moderna non sia una teoria bensì una tautologia. Ulteriori critici hanno dichiarato che la teoria monetaria moderna "ignora le lezioni della storia" ed è "fatalmente imperfetta".
Eladio Febrero Paños, professore di economia presso l'Università di Castiglia-La Mancia, sottolinea come la moneta moderna tragga il suo valore intrinseco dalla sua capacità di annullare l'indebitamento privato delle banche, in particolare in qualità di moneta a corso legale, piuttosto che nel pagamento dell'imposizione fiscale. Tuttavia non è chiaro se questa sia una critica, dal momento che le banche fanno completo affidamento sul servizio monetario offerto dallo stato e sulla moneta da esso scelta come divisa attraverso il sistema bancario centrale.

## Diffusione
La prima conferenza internazionale sulla Teoria della Moneta Moderna si è tenuta in USA presso Kansas City dal 21 al 24 settembre 2017 e ha visto la partecipazione di più di 200 accademici, attivisti, investitori e figure di primo piano degli studi economici tra cui James Kenneth Galbraith e il biografo di John Maynard Keynes, Lord Robert Skidelsky.

### In USA
L'economista Stephanie Kelton propugnatrice dell'MMT viene nominata nel 2014 alla carica di Economista Capo della Commissione Bilancio del Senato statunitense.

### In Italia
In Italia la Teoria Monetaria Moderna è propugnata dal giornalista Paolo Barnard e da alcune associazioni nate in seguito.

### In Spagna
Anche in Spagna sono presenti alcune associazioni di divulgazione, come ad esempio l'APEEP (Associazione per il Pieno Impiego e la Stabilità dei prezzi) e Red MMT España.